# Clare Mackintosh
Clare Mackintosh (28 de agosto de 1976, Bristol) é uma escritora inglesa, ex-policial, ex-jornalista. Seus romances são publicados em mais de 35 idiomas e já venderam mais de dois milhões de cópias em todo o mundo.

## Biografia
Mackintosh foi para a Royal Holloway University em Surrey, graduando-se em francês e administração, e passou um ano em Paris como parte do curso, trabalhando como secretária bilíngue.
Mackintosh ingressou na força policial após a formatura.  Ela foi promovida em Chipping Norton como sargento da cidade antes de se tornar inspetora de operações da Polícia de Thames Valley em Oxfordshire. Mackintosh passou 12 anos na polícia antes de sair em 2011. Ela abandonou a polícia para ser jornalista freelancer, escrevendo para publicações como o jornal The Guardian'. 
Atualmente ela se dedica em tempo integral à carreira de escritora e vive em Cotswolds, na Inglaterra.

### Vida pessoal
Em 2006, Mackintosh deu à luz prematuramente a meninos gêmeos. Seu filho Alex contraiu meningite e sofreu danos cerebrais significativos. Mackintosh e seu marido tomaram a decisão de retirá-lo dos cuidados intensivos e permitir que ele morresse. Quando seu filho sobrevivente tinha 15 meses, Mackintosh deu à luz a um segundo par de gêmeos.

### Trabalho de caridade
Ela é patrona da Silver Star Society, uma instituição de caridade que apoia o trabalho do Hospital John Radcliffe com famílias que enfrentam gestações difíceis. Mackintosh é fundadora e ex-curadora do Chipping Norton Literary Festival.
Em janeiro de 2019, Mackintosh doou o adiantamento para seu livro A Cotswold Family Life para a Silver Star Society,  que usou a doação para adquirir equipamentos de monitoramento fetal para a maternidade.

### Série da Ffion Morgan
- The Last Party (2022) em Portugal: A Última Festa (Cultura Editora, 2022)
- A Game of Lies (2023)